# Utagawa Kuniyoshi

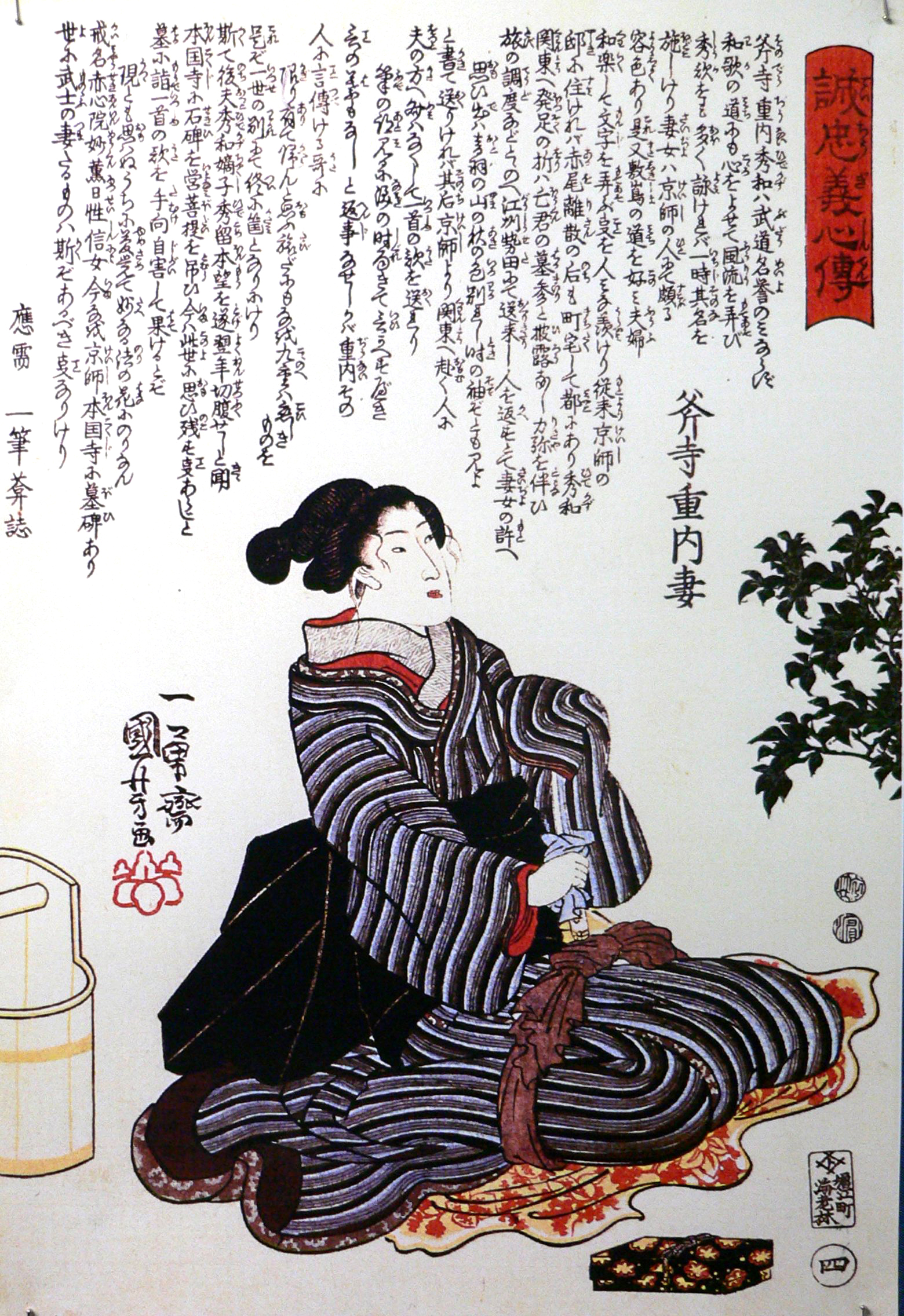
Onodera Juni, preparando el jigai, de la obra Seichu gishin den.

Utagawa Kuniyoshi (歌川国芳?) (Edo, 1 de enero de 1798 - Ibidem, 14 de abril de 1861) fue uno de los últimos maestros japoneses de la técnica del ukiyo-e en la impresión xilográfica y pertenecía a la escuela Utagawa.

## Biografía
Kuniyoshi nació en 1798, siendo hijo de un tintorero de seda y con el nombre original de Yoshisaburō. Al parecer ayudó a su padre en su negocio y se sugiere que esta experiencia influyó en sus diseños textiles y en el uso del color en sus impresiones. Se dice que a la edad de siete u ocho años Kuniyoshi quedó impresionado por la vista de impresos sobre guerreros y los artesanos y plebeyos, lo que marcó su evolución posterior.
Yoshisaburō demostró sus habilidades en el dibujo a la edad de doce años, atrayendo la atención del impresor Utagawa Toyokuni. Entró oficialmente en el estudio de Toyokuni en 1811 y se convirtió en uno de sus pupilos principales. Permaneció como aprendiz hasta 1814, cuando cambia su nombre por el nombre de Kuniyoshi y pasa a ser artista independiente. Durante ese año realizó su primera obra, las ilustraciones para kusazoshi gōkan Gobuji Chūshingura, una parodia de la historia original de Chūshingura. En 1815, Kuniyoshi creó ilustraciones para libros para yomihon, kokkeibon, gokan y hanashibon, e imprimió de forma independiente sus dibujos sobre actores y guerreros.
A pesar de su comienzo prometedor, Kuniyoshi fue incapaz de crear muchas obras entre 1818 y 1827, debido probablemente a la falta de encargos de los editores y la competencia dentro de la escuela Utagawa. Sin embargo, durante ese periodo, realizó impresiones de mujeres bijinga y experimentó con patrones textiles y efectos de luz y sombra del arte occidental, aunque sus intentos mostraban más imitación que compresión real de esos principios.
Su situación económica se volvió insostenible y tuvo que empezar a vender tatamis usados. Durante los años 1820, Kuniyoshi realizó trípticos heroicos donde se mostraban las primeras señales de un estilo propio. En 1827, recibió su primer encargo importante para la serie Tūszoku Suikoden gōketsu hyakuhachinin no hitori, que estaba basada en un cuento popular chino, el Shuihu zhuan. En esta serie, Kuniyoshi dibujó héroes en solitario en hojas individuales, ilustrando los tatuajes de sus personajes, una novedad que influenciaría la moda de Edo. La serie Suikoden llegó a ser muy popular en Edo y se incrementó la demanda de impresiones de guerreros de Kuniyoshi, consiguiendo entrar en círculos literarios y de ukiyo-e.

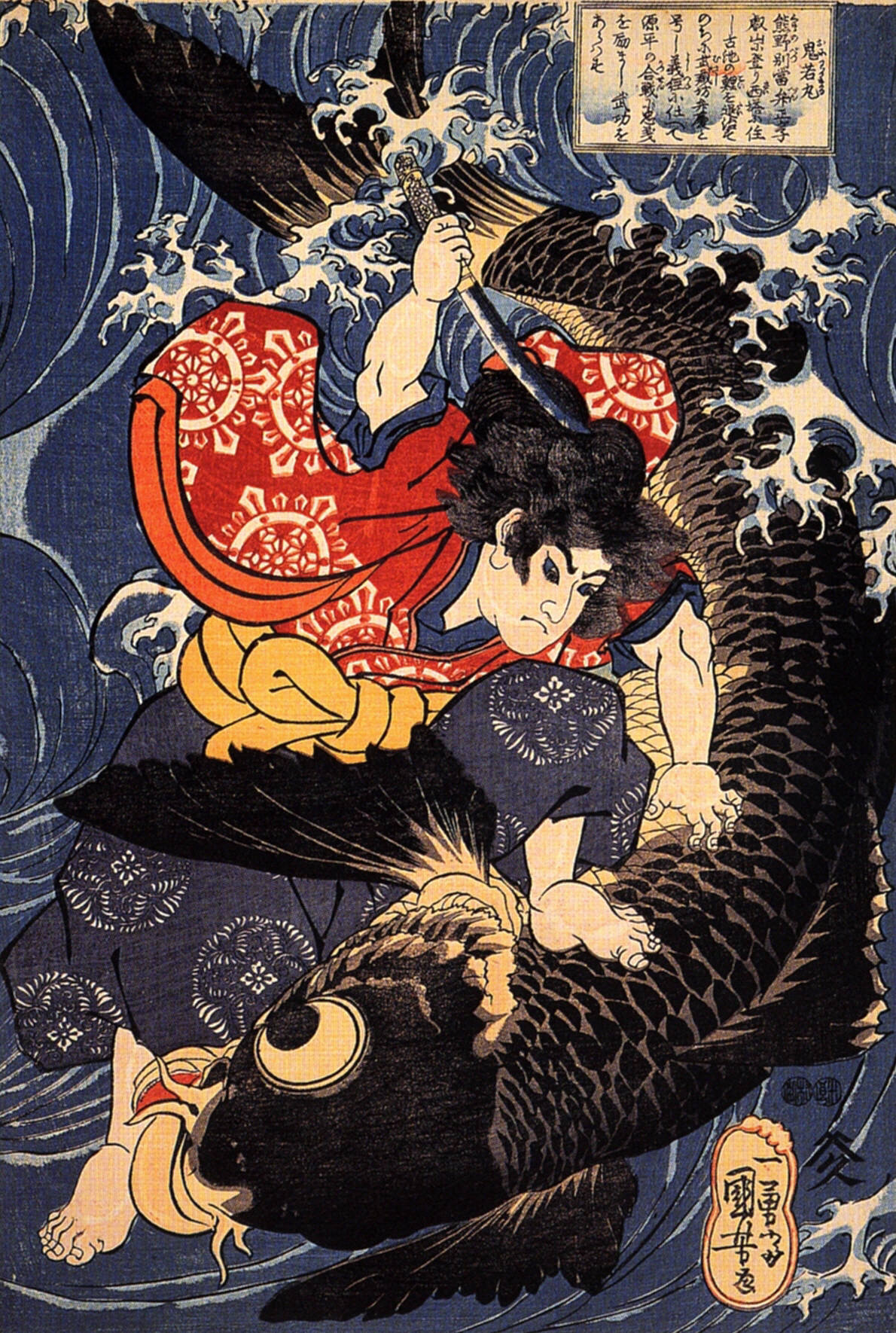
Oniwakamaru mata a una carpa gigante.

Kuniyoshi continuó con sus impresiones de guerreros, dibujando sus personajes en cuentos de guerra como Heikei monogatari y Genpei seisuki. Sus dibujos eran únicos donde añadía, además de la figura del héroe, sueños, apariciones de fantasmas, presagios y habilidades sobrehumanas. Este tema está incluido en sus trabajos Taira Tomomori borei no zu y el tríptico Gōjō no bashi no zu de 1839.
Durante las reformas Tempō de 1841 a 1843, se prohibieron oficialmente la ilustraciones de cortesanas y actores en el ukiyo-e y ello pudo haber influido en la producción de caricaturas (giga-e) de Kuniyoshi, que se utilizaban para disfrazar a actores y cortesanas reales. También servían como críticas simbólicas y humorísticas al Shogunato y se convirtieron en populares entre el público insatisfecho por la política.
Durante la década que siguió a las reformas, Kuniyoshi creó impresiones de paisajes (fūkeiga), que estaban fuera de la censura y satisfacían el aumento de popularidad en el viaje personal. Entre sus obras destacan Sankai meisan zukushi, que incorporaba el uso de sombra y perspectiva occidentales y Tôto meisho que influenciaron al Fujaku sanjurokkei de Hokusai. También durante esa época, creó obras sobre la naturaleza, como animales, aves y peces, en que mimetizaba la tradición japonesa y la pintura china.
A finales de los años 1840, Kuniyoshi comenzó de nuevo la ilustración de actores, evitando la censura a través de retratos infantiles o caricaturas de actores de kabuki famosos, como el Nitakaragura kabe  no mudagaki. En 1856, Kuniyoshi sufrió una parálisis que le impedía mover sus miembros con facilidad. Sus trabajos a partir de ese momento eran más débiles en el uso de la línea y menos vitales. Antes de su muerte en 1861, Kuniyoshi pudo presenciar la apertura del puerto de Yokohama a los extranjeros y en 1860 realizó dos obras representando occidentales en la ciudad. Kuniyoshi murió en marzo de 1861 en su casa de Genyadana.

## Pupilos

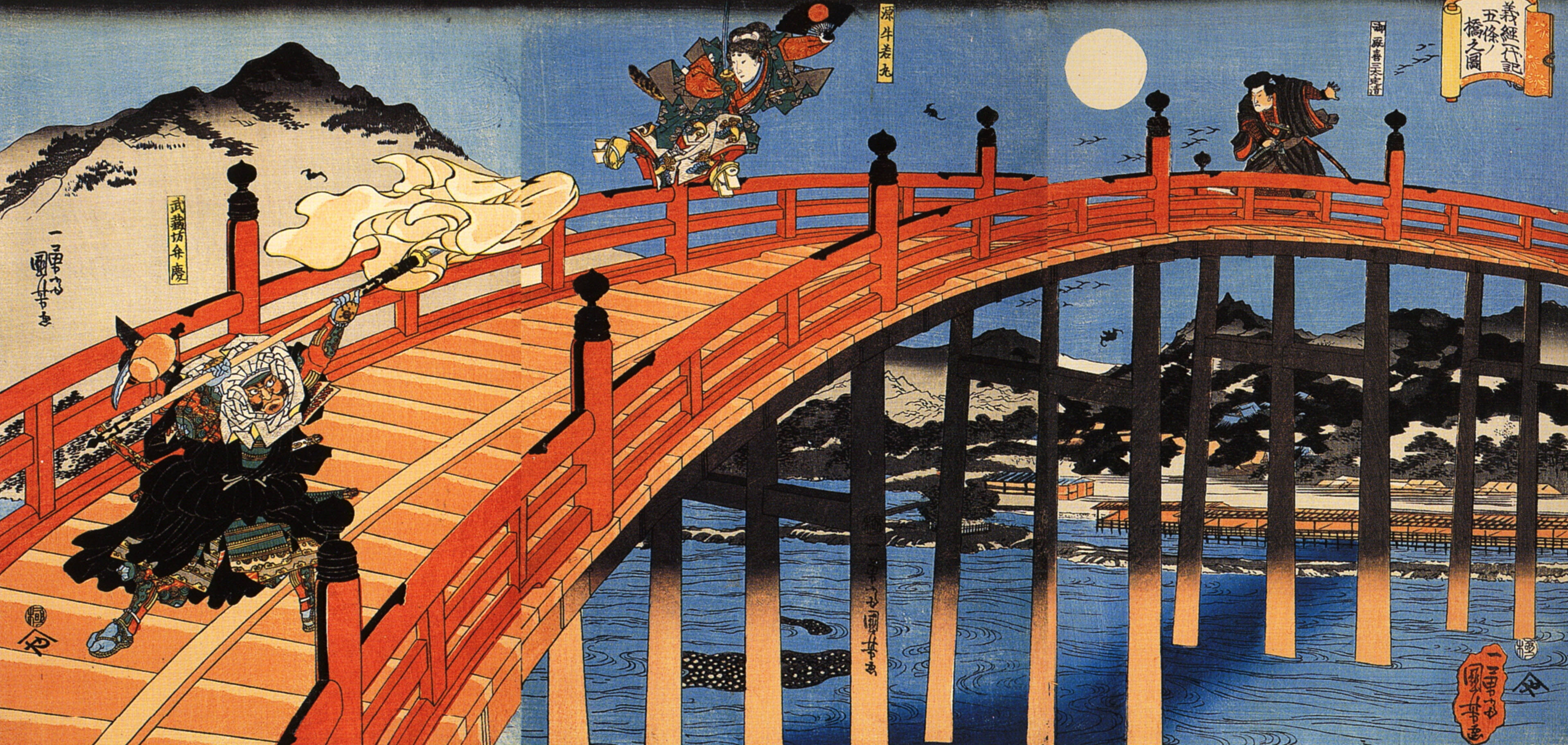
Combate a la luz de la luna entre Yoshitsune y Benkei.

Kuniyoshi fue maestro y tuvo numerosos pupilos que continuaron su rama de la escuela Utagawa. Entre los pupilos más notables se encontraban a Yoshitoshi, Yoshitora, Yoshiiku, Yoshikazu y Yoshifuji. Sus estudiantes comenzaban un aprendizaje en los que trabajaban en el estilo musha-e, similar al de su maestro. Cuando se convertían en artistas independientes desarrollaban sus estilos propios. Su estudiante más importante fue Yoshitoshi, considerado como el último maestro de la impresión xilográfica.